# Сава (Румунія)
Сава (рум. Sava) — село у повіті Клуж в Румунії. Входить до складу комуни Пелатка.
Село розташоване на відстані 318 км на північний захід від Бухареста, 30 км на північний схід від Клуж-Напоки.

## Населення
За даними перепису населення 2002 року у селі проживали 213 осіб.
Національний склад населення села:
| Національність | Кількість осіб | Відсоток |
| -------------- | -------------- | -------- |
| румуни         | 188            | 88,3%    |
| угорці         | 19             | 8,9%     |
| цигани         | 6              | 2,8%     |

Рідною мовою назвали:
| Мова      | Кількість осіб | Відсоток |
| --------- | -------------- | -------- |
| румунська | 194            | 91,1%    |
| угорська  | 19             | 8,9%     |